# Walter Drenseck
Walter Drenseck (* 30. September 1941 in Wattenscheid; † 3. September 2011 in Neubeuern, Landkreis Rosenheim) war ein deutscher Steuerrechtler und Bundesrichter. 

## Leben
In Wattenscheid aufgewachsen, begann Drenseck an der Philipps-Universität Marburg Rechtswissenschaft zu studieren. Am 9. Februar 1962 wurde er im Corps Hasso-Nassovia recipiert. Als Inaktiver wechselte er an die Westfälische Wilhelms-Universität Münster. 1970 trat er in den höheren Dienst der Finanzverwaltung von Nordrhein-Westfalen. 1975 wurde er Richter am Finanzgericht Münster. Von 1978 bis 1982 war er als wissenschaftlicher Mitarbeiter an den Bundesfinanzhof abgeordnet. Während dieser Zeit schrieb er bei Heinrich Wilhelm Kruse seine Doktorarbeit. Mit ihr wurde er an der Ruhr-Universität Bochum zum Dr. iur. promoviert.
Im Februar 1984 wurde er zum Bundesrichter am Bundesfinanzhof ernannt. Seither gehörte er durchgängig dem VI. Senat an, der in erster Linie mit der Besteuerung von Einkünften aus nichtselbständiger Arbeit und Streitfragen zur Lohnsteuer befasst war. Im Februar 1998 wurde ihm der Vorsitz dieses Senats übertragen. Ende September 2006 trat er mit Erreichen der Altersgrenze in den Ruhestand. Im Oktober 1998 wurde er an der Universität Bochum, an der er bereits seit dem Wintersemester 1993/94 gelehrt hatte, zum Honorarprofessor für Steuerrecht ernannt. Zum Themenspektrum seiner Vorlesungen gehörten der Rechtsschutz in Steuersachen und das Bilanzsteuerrecht. Kurz vor seinem 70. Geburtstag erlag er einem Herzinfarkt.
Er gehörte 1982 zu den drei Autoren, die unter der Leitung von Ludwig Schmidt einen neuen Kommentar zum Einkommensteuergesetz publizierten, der bis heute erscheint und mittlerweile in der 32. Auflage veröffentlicht wurde. Nach Schmidts Ausscheiden übernahm er ab der 26. Auflage die Herausgeberschaft dieses Kommentars. Viele Entwicklungen in der Rechtsprechung sind von ihm maßgeblich beeinflusst worden, beispielsweise der Abzug der Ausbildungskosten, die Eingrenzung des Aufteilungsverbots des § 12 EStG, die Wahrung des objektiven Nettoprinzips, der Abzug von Arbeitszimmerkosten und das Urteil des Bundesverfassungsgerichts zur Pendlerpauschale, das sich ganz eng an seine Kommentierung anlehnte.